# Rudolf Ohlbaum
Rudolf Ohlbaum (* 29. Januar 1912 in Nieder Lindewiese; † 9. Mai 2006 in Ottobrunn) war ein deutscher Historiker.

## Leben
Er absolvierte das Gymnasium in Freiwaldau und studierte an den Universitäten in Prag und Münster. An seinem 75. Geburtstag wurde er mit der Adalbert-Stifter-Medaille der Sudetendeutschen Landsmannschaft für seine publizistische Arbeit geehrt.

## Schriften (Auswahl)
- Der Kornwucherer. Nach einer Sage aus dem Riesengebirge. München 1950, OCLC 45011530.
- Buntes Glas und schwarzes Gold. Ein Buch über das Sudetenland. München 1958, OCLC 23935337.
- Verdient um Österreich. Bedeutende Persönlichkeiten sudetenländischer Herkunft. München 1977, OCLC 300201111.
- Bayerns vierter Stamm – die Sudetendeutschen. Herkunft, Neubeginn, Persönlichkeiten. München 1981, ISBN 3-7612-0151-6.